# Maria von Queis
Maria von Queis (1529. március – 1539. január 9.), névváltozata: Maria von Queiß, a Pomezániai Székeskáptalan első lutheránus (evangélikus) püspökének a lánya, I. (Podjebrád) György cseh király és IV. (Palaiologosz) János montferrati őrgróf dédunokája, Podjebrád Katalin magyar királyné nagyunokahúga, Savoyai Lajos és I. Sarolta ciprusi uralkodópár, valamint Palaiologosz Amadea ciprusi királyné nagyunokahúga, továbbá I. Janus ciprusi király szépunokája. A német főnemesi família, a Queis család tagja.

## Élete

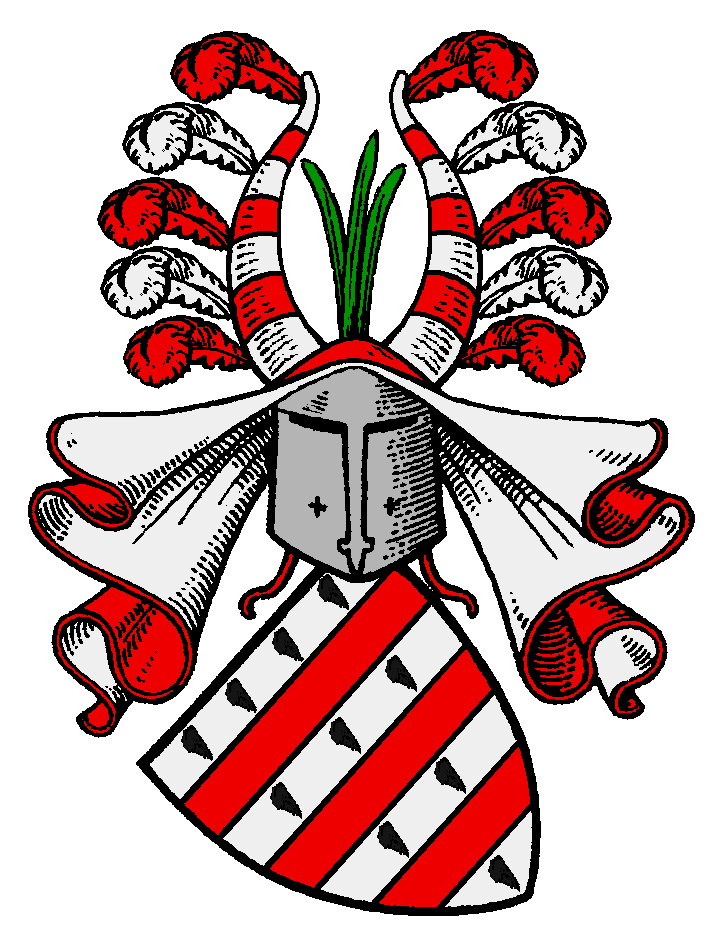
A Queis család storkowi ágának címere

Édesapja Erhard von Queis (1490 körül–1529), a Pomezániai Székeskáptalan első lutheránus (evangélikus) püspöke. A Queis család egy a mai Délnyugat-Lengyelországban folyó folyó német nyelvű változatáról kapta a nevét, amely lengyelül Kwisa. Édesapja testvérei voltak: Hans és Wolf von Queis.
Édesanyja Podjebrád Apollónia (1492/96–1529) münsterbergi hercegnő, kiugrott katolikus klarissza apáca. Anyai nagyapja Podjebrád Viktorin (1443–1500) cseh királyi herceg és trónörökös, a sziléziai Münsterberg hercege, I. (Podjebrád) György cseh királynak és első feleségének, Sternbergi Kunigunda (1422–1449) bárónőnek a másodszülött fia, Katalin (Kunigunda) (1449–1464) magyar királynénak az édestestvére, aki 1449. november 11-én látta meg a napvilágot, és az édesanyja után a Kunigunda nevet kapta a keresztségben. Mária dédanyja az ikerlányai születése után pár nappal gyermekágyi lázban halt meg. Dédapja ezután Rožmital Johanna úrnőt vette feleségül, aki később cseh királyné lett.

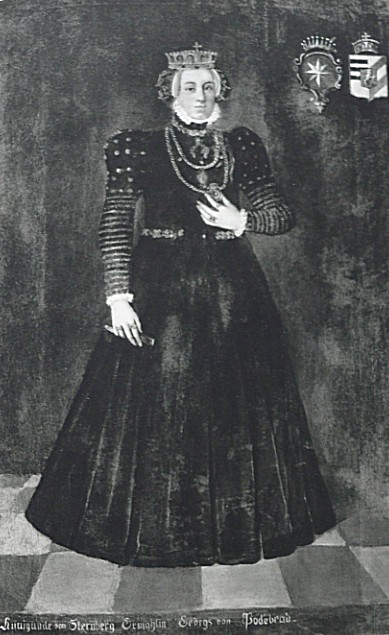
Mária cseh dédanyja, Sternbergi Kunigunda egy XVI. századi festményen

Az anyai nagyanyja, Palaiologosz Margit (1456/64–1496) montferrati őrgrófnő, IV. (Palaiologosz) János (1413–1464) montferrati őrgróf és Savoyai Margit (1439–1483) leányaként I. Lajos savoyai herceg (V. Félx (ellen)pápa fia) és Lusignan Anna ciprusi királyi hercegnő (I. Janus ciprusi király lánya) unokája. Palaiologosz Margit hercegné Palaiologosz Amadea ciprusi királynénak, valamint Savoyai Lajos és I. Sarolta ciprusi uralkodópárnak volt az unokahúga.
Anyai nagyanyja, Margit hercegné Viktorin herceg harmadik felesége volt. Viktorin hercegnek a három házasságából hét gyermeke született, és Mária anyja, Apollónia volt testvérei között a legkisebb. Korán árvaságra jutott, feltételezhetően az édesanyja az ő szülésébe halt bele 1496. július 25-én, ahogy az ő nagyanyja is szülés következtében vesztette az életét. 
Mária anyja, Apollónia a sziléziai Strehlenben katolikus klarissza apáca lett, míg a nővére, Orsolya (Ursula) (1491/95–1534) hercegnő a magdalénás rend apácája volt, majd a lutheri reformáció hatására 1523-ban Apollónia lutheránus hitre tért, mint ahogy a nővére is, de csak Apollónia ment férjhez.
Apollónia 1527. október 26-án vagy 1528. február 24-én házasságot kötött Erhard von Queisszel (1490 körül–1529), a Pomezániai Székeskáptalan lutheránus püspökével, és ebből a házasságból egy leánygyermek született 1529 márciusában, aki a Mária nevet kapta a keresztségben. Az édesanyja, Apollónia azonban gyermekágyi lázban meghalt, akárcsak annak idején a nagyanyja. Hamarosan a csecsemő Mária apja is meghalt 1529. szeptember 10-én járványos betegség következtében, teljesen árván hagyva az újszülött Máriát, akinek a gondozását a nagynénje, Apollónia nővére, Orsolya hercegnő vette át az 1534-ben bekövetkezett haláláig. A kis Mária pedig röviddel a 10. születésnapja előtt 1539. január 9. halt meg.

## Családfa
| N. von Queis * ? † ? | N. von Queis * ? † ? |                                               |                                               | N. N. * ? † ? | N. N. * ? † ? |  |  | Podjebrád Viktorin münsterbergi herceg * 1443. V. 29. † 1500. VIII. 30. | Podjebrád Viktorin münsterbergi herceg * 1443. V. 29. † 1500. VIII. 30. |                                                                               |                                                                               | Palaiologosz Margit * 1456/64 † 1496. VII. 25. | Palaiologosz Margit * 1456/64 † 1496. VII. 25. |
|                      |                      |                                               |                                               |               |               |  |  |                                                                         |                                                                         |                                                                               |                                                                               |                                                |                                                |
|                      |                      |                                               |                                               |               |               |  |  |                                                                         |                                                                         |                                                                               |                                                                               |                                                |                                                |
|                      |                      | Erhard von Queis * 1490 körül † 1529. IX. 10. | Erhard von Queis * 1490 körül † 1529. IX. 10. |               |               |  |  |                                                                         |                                                                         | Podjebrád Apollónia münsterbergi hercegnő * 1492./1496. VII. 25. † 1529. III. | Podjebrád Apollónia münsterbergi hercegnő * 1492./1496. VII. 25. † 1529. III. |                                                |                                                |
|                      |                      |                                               |                                               |               |               |  |  |                                                                         |                                                                         |                                                                               |                                                                               |                                                |                                                |
|                      |                      |                                               |                                               |               |               |  |  |                                                                         |                                                                         |                                                                               |                                                                               |                                                |                                                |
|                      |                      |                                               |                                               |               |               |  |  |                                                                         |                                                                         |                                                                               |                                                                               |                                                |                                                |

|  |  |  |  | Mária * 1529. III. † 1539. I. 9. |